# Parker (film)
Parker är en amerikansk action-thrillerfilm från 2013 i regi av Taylor Hackford. Filmen baseras på Flashfire, den nittonde novellen om den fiktiva karaktären Parker, skriven av Donald E. Westlake under pseudonymen Richard Stark. Jason Statham och Jennifer Lopez spelar huvudrollerna i filmen som till största del utspelar sig i Palm Beach, Florida. Den handlar om den professionella tjuven Parker (Statham) som dubbelspelas av sitt gäng, med en man vid namn Melander (Michael Chiklis) som frontfigur. Parker bestämmer sig för att hämnas och beger sig till Palm Beach där han tvingas till hjälp av den deprimerade och misslyckade fastighetsmäklaren Leslie (Lopez). Under filmens gång blir Leslie kär i Parker.
Parker märkte en ny riktning i Hackfords karriär som hoppades att den skulle bli hans första film noir. Den finansierades med en "1930-tals budget" och färdigställdes efter Westlakes död (2008) när producenten Les Alexander gavs rättigheterna. Parker förhandsvisades i Las Vegas, Nevada den 24 januari 2013 och hade premiär i USA följande dag. Filmrecensioner har varit negativa till blandade. Några ansåg att Statham passade bra till rollen som Parker och prisade Lopez' skådespeleri och att hon fört in humor i handlingen. Många andra ansåg att filmen inte gjorde boken rättvisa och att den var "typisk" för Statham. Parker tjänade sammanlagt in 46 miljoner dollar.

## Handling
Parker är en professionell tjuv som inte stjäl från fattiga eller skadar oskyldiga. Hans mentor Hurley (Nick Nolte) ber honom att utföra ett jobb tillsammans med ett 5-mannars gäng som han aldrig har jobbat med tidigare. Gänget består av Melander (Michael Chiklis), Carlson (Wendell Pierce), Ross (Clifton Collins Jr.) och Hardwicke (Michah Hauptman). Jobbet blir ett misslyckande och Parker vägrar ett fortsatt samarbete som skulle ge dem en vinst på tio miljoner dollar. Han skjuts och lämnas för att dö efter vägkanten. Där hittas han av en familj som tar honom till ett sjukhus. Vid uppvaket efter operationen kväver han en manlig sjuksköterska tills denne svimmar och tar därefter hans kläder. Parker rånar en affär, skjuter butiksinnehavaren i benet, stjäl en kvinnas bil och berättar för Hurley att han vill söka upp Melander för hämnd. Gänget befinner sig nu i Palm Beach, Florida och förbereder sig för ännu ett rån. Melander får veta att Parker fortfarande lever och använder sina kontakter för att skicka en lönnmördare vid namn Kroll (Daniel Bernhardt) efter honom. Kroll försöker kidnappa Hurleys dotter och Parkers flickvän Claire (Emma Booth). Hon lyckas fly och gömmer sig i ett avlägset fiskeläge. Hurley är oroad av händelseförloppet och föreslår att Parker ska fly tillsammans med Claire. Han vägrar och fortsätter sin jakt på Melander. 
Parker beger sig till Palm Beach och använder en falsk identitet under namnet Daniel Parmitt. Leslie Rodgers (Jennifer Lopez) är en deprimerad, oframgångsrik fastighetsmäklare som bor med sin mamma (Patti LuPone) och kämpar med att hålla ihop sin ekonomi efter en skilsmässa. Leslie, som är i akut behov av pengar, blir glad när Parker (nu som Parmitt) verkar vara intresserad av hennes fastigheter. Hon blir misstänksam när Parker bara visar intresse för ett nergånget hus som en man vid namn Rodrigo hyr. Rodrigo är i själva verket Melander som använder fastigheten som gömställe medan hans gäng planerar ett smyckesrån värt 50 miljoner dollar. Leslie blir ännu mera misstänksam när hon upptäcker att Daniel Parmitt är en påhittad identitet. Hon konfronterar Parker och erbjuder sin expertis i området mot att få en del av pengarna från rånet och att inte avslöja Parker. Han överväger erbjudandet efter att han tvingat Leslie att strippa för att på så vis se om hon bär en avlyssningsapparat. Leslie kysser Parker men han hejdar henne och beger sig från platsen.
Innan auktionen förklär sig Melanders gäng till flyttare och kan på så vis besöka huset där smyckena finns. Gänget får reda på att Parker är i Palm Beack och skickar Kroll för att döda honom. Efter ett blodigt slagsmål, hugger Kroll en kniv genom Parkers hand men faller sedan från balkongen och omkommer. Nästa morgon kommer polisen Jake Fernandez (Bobby Cannavale) till Leslie med frågor om Daniel. Hon chockeras samtidigt när hon upptäcker att Parker, blodig och blåslagen, gömmer sig i hennes hus. Leslie ljuger för polisen och säger att Daniel Parmitt var ett slöseri med tid. Hon beger sig till jobbet och ser ett nyhetsreportage om Krolls död. När Leslie åker hem är Claire där och pysslar om Parker. Leslie blir ledsen och besviken då hon trott att hon hade en chans till romans med honom. Claire beger sig åter till fiskeläget.
Melanders gäng lyckas att stjäla smyckena från auktionen beger sig tillbaka till deras gömställe. Parker, som är svag och skadad, väntar där. Leslie är rädd att Parker ska komma till skada och beger sig också till huset där hon snokar på bakgården. Hon upptäcks av en gängmedlem och tas tillfånga. Gänget misshandlar och förhör henne då de misstänker att hon jobbar för Parker. Melander upptäcker Parker och ett slagsmål utbryter. Samtidigt börjar Carlson våldföra sig på Leslie som hittar en pistol och skjuter honom flera gånger. Alla gängmedlemmar dör i slagsmålet. Parker och Leslie gömmer smyckena. I duons sista scen tillsammans inser Leslie uppgivet att hon "aldrig hade en chans mot Claire" och de beger sig åt olika håll. Sex månader senare reser Parker till Chicago och dödar maffiabossen som anställt Kroll. Ett år senare får Leslie ett tungt paket på posten som innehåller flera buntar med dollarsedlar. I filmens sista scen ses familjen som räddade Parker prata med någon om att de fått en massa pengar. Familjen tror att mannen de räddade är avsändaren och ser honom som en "ängel".

## Rollista
- Jason Statham som Parker[1]
- Jennifer Lopez som Leslie Rodgers[2]
- Michael Chiklis som Melander[3]
- Wendell Pierce som Carlson[4]
- Clifton Collins Jr. som Ross[4]
- Bobby Cannavale som Jake Fernandez[4]
- Patti LuPone som Ascension[5]
- Carlos Carrasco som Norte[6]
- Micah A. Hauptman som August Hardwicke[3]
- Emma Booth as Claire
- Nick Nolte som Hurley[2]
- Daniel Bernhardt som Kroll[6]
- Dax Riggs som sig själv

## Produktion

### Koncept

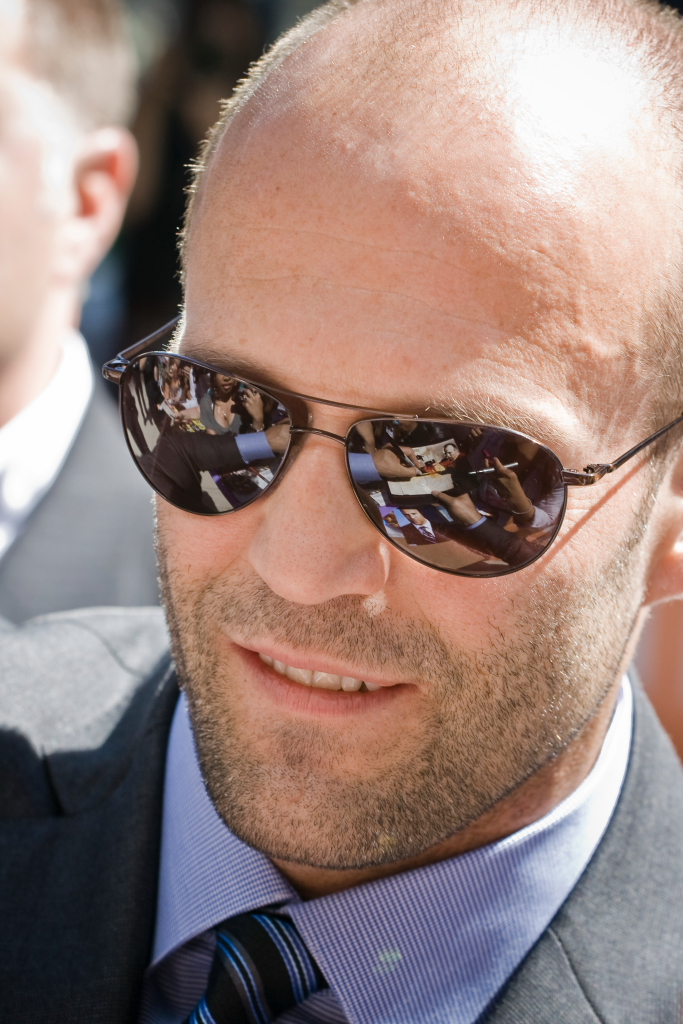
Trots att Parker inte var någon hjälte ansåg Statham att han var en sympatisk karaktär.

Innan filmen sågs den fiktiva karaktären Parker flera årtionden tidigare i novellen The Hunter (1962), skriven av Donald E. Westlake. Historian om Parker blev en bokserie som innehöll över tjugo ytterligare böcker. Han tolkades även i flera andra filmer som exempelvis Point Blank (1967) och Payback (1999). Westlake vägrade att låta filmskaparna använda karaktärens namn och skulle bara tillåta detta om alla hans böcker gjordes till film. År 2008 efter Westlakes bortgång, kontaktades hans fru, Abby, av Les Alexander, TV-producent som varit vän med familjen. Abby gick med på att sälja rättigheterna till en film (och rättigheterna till att använda Parkers namn) om flera uppföljare gjordes förutsatt att den första filmen var framgångsrik. Alexander anställde vännen John McLaughlin för att skriva manuset till Parker och i samma veva involverades Taylor Hackford. När filmen hade premiär avslöjade Taylor Hackford i en intervju att han inte trodde Westlake skulle ha tillåtit användningen av Parkers namn.
Hackford regisserade filmen och Steven Chasman, Hackford, Alexander, Sidney Kimmel och Jonathan Mitchell producerade. Hackford var exalterad över att Parker skulle bli hans första "film noir" och sa: "Jag vill inte fastna i en genre. Vad jag gillar hos det här materialet är att man kan förvandla en genre som den här till en fantastisk film". I en intervju med Palm Beach Daily News om vad som lett honom till Parker sa Hackford: "Jag är ett fan av Donald Westlake. Jag tycker att han är en fantastisk författare... väldigt unik bland andra författare som skriver om kriminalare. Mycket tack vare Parker-novellerna." Hackford drogs till Parker för att han var en "konstig karaktär" och en "sociopat" men som samtidigt "inte är en sociopat utan väldigt tilldragande".

### Utvecklingsarbetet

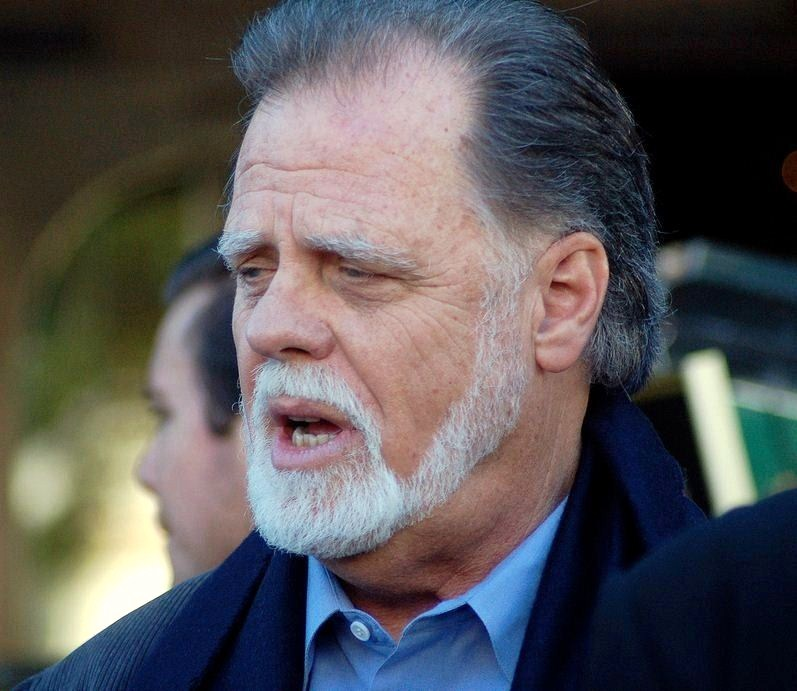
Taylor Hackford handplockade Jennifer Lopez för att spela rollen som Leslie.

Den 18 april 2011, rapporterade Justin Kroll från Variety Magazine att Statham skulle gestalta Parker. Om Parker kommenterade Statham: "Han är en man som har moral... Så det finns något sympatiskt hos honom även om han inte är någon hjälte". Skådespelaren noterade att: "Han är involverad i kriminella aktiviteter men han anser att jobben är ohederliga. Han stjäl aldrig från fattiga eller från människor som inte har så mycket pengar och han gör aldrig illa personer som inte förtjänar det". I filmen ses Parker posera som präst och en rik man vid namn Daniel Parmitt från San Antonio, Texas.
Den 21 juni 2011, avslöjades att Lopez var i förhandlingar om att spela den "kvinnliga huvudkaraktären Leslie som blir involverad med Parker när han utför sin stöt mot gänget som bedrog honom". Lopez och Nick Noltes medverkan bekräftades en tid senare. Lopez och Nolte hade jobbat med varandra tidigare på filmen U Turn (1997). Hackford noterade att rollen som Leslie blev ett kliv bort från Lopez' senaste roller i romantiska komedier och han var nöjd med hennes prestation. Leslie är en "smart insider" som "har ont om pengar men har mycket av utseende, list och ambition". Till en början samarbetar hon endast med Parker för pengarnas skull men blir senare förälskad i honom. Owen Tonks från Daily Mail noterade att "parets relation blir starkare och Leslie faller för Parker allteftersom handlingen fortgår". Tonks misstänkte att Leslie var "totalt annorlunda jämfört med Lopez' personlighet". Wendell Pierce, Clifton Collins Jr., Michael Chiklis, Patti LuPone och Emma Booth hade också roller i Parker. I boken Flashfire hade inte Leslie kubanskt påbrå. När Hackford skrev kontrakt med Lopez bestämde han sig för att skriva om hennes karaktär till kuban och anställde den italiensk-amerikanska skådespelaren LuPone för att spela Leslies "domderande" mamma.

### Filmandet

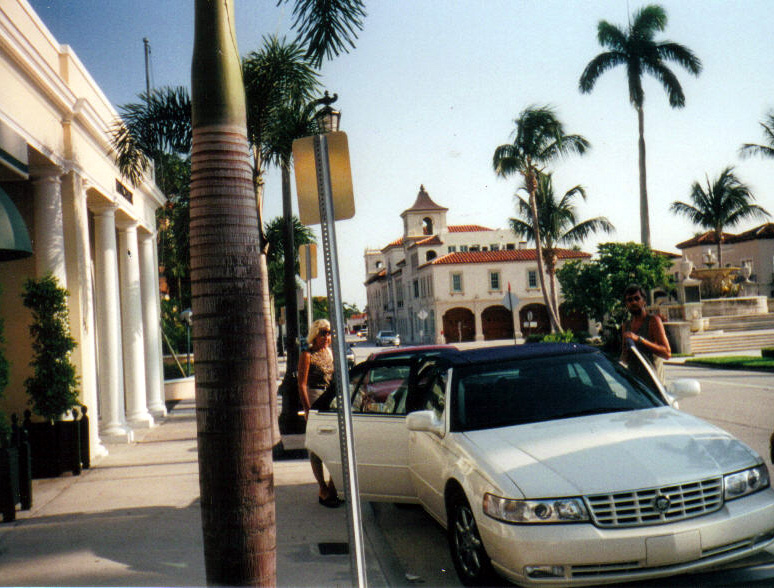
En stor del av Parker filmades i Palm Beach, Florida.

Enligt chefsproducenten Nick Meyer finansierades Parker med en "1930-tals budget" som han beskrev som "rätt bra" med tanke på filmens "kaliber". Den 23 juni 2011 rapporterade Mike Scott vid The Times-Picayune att Parker skulle filmas i New Orleans under sju veckor. Scott noterade att filmandet i New Orleans var "goda nyheter" för den lokala film industrin då inspelningen skulle ske då det "historiskt sett var låg aktivitet i området på grund av den tryckande värmen och orkansäsongen". Playbill bekräftade att filmandet påbörjats i New Orleans den 4 augusti 2011. Under en kort period (5-9 augusti) spelades filmen in i Baton Rouge, Louisiana.
Filmandet för Parker ägde också rum i Palm Beach, Florida, där Lopez och Statham sågs tillsammans i september. Chuck Elderd vid Palm Beach County Film and Television uppskattade inspelningen. Han sa: "Vi visste att vi skulle få fantastiska vyer över Palm Beach County när Taylor Hackford meddelade att han skulle filma Parker här. I trailern fick vi se vackra bilder över Palm Beach och Boca Raton." Elderd noterade också att filmandet skulle ge mera uppmärksamhet till området och lyfta intresset. I en intervju till stadens lokala nyhetstidning sa Hackford: "Palm Beach är ett fascinerande område. Man har dels det otroligt rika och exklusiva miljöerna och på andra sidan bron pågår vardagslivet. Jag ville få med båda". Enligt Robert Janjigian vid Palm Beach Daily News blev invånarna i Palm Beach "betagna av alla kändisar". Variety Magazine noterade att människor blev "omskakade" av helikoptrar, brandbilar och patrullbåtar vilket "berikade området som annars var mest känt för sina semestermöjligheter". Filmfotografen J. Michael Muro spelade in scenerna med kameror från Red Epic använde en Hawk V-Lite med anaforfiskt bredformat.
Statham som är en före detta simmare vid Storbritanniens olympiska team, utförde alla stunts i Parker. I en scen hoppade Parker ut ur ett fönster från en snabbgående bil för att undvika att bli skjuten. Stuntet betraktades som "mycket farligt" och Hackford sa att han var "nervös när Statham flög ut genom fönstret" fyra fem gånger innan scenen var perfekt. I en annan scen skulle Statham hänga från balkongen på ett höghus. Skådespelaren avslöjade att dessa scener var "riktigt krävande". Vajern som han var tvungen att förankra sig i skar in i armarna och kom ofta i vägen för kamerorna. Lopez avslöjade i en intervju att scenerna när hennes karaktär tog av sig kläderna för Parker var svåra och att hon innan var "väldigt nervös". I en intervju sa hon: "Det krävs mycket fysisk förberedelse men framförallt mental och känslomässig förberedelse. Det är inte den lättaste scenen att göra. Vissa människor har inga som helst problem med att göra sånt. Jag däremot... Mitt hjärta höll på att hoppa ur min bröstkorg". Filmandet för Parker avslutades i januari 2012.

## Marknadsföring
Parker var till en början tänkt att ges ut den 12 oktober 2012. Utgivningsdatumet flyttades fram på grund av den stora konkurrensen filmen skulle ha mött från exempelvis Gangster Squad och Here Comes the Boom; den sistnämndas utgivningsdatum flyttades fram till januari på grund av Massakern i Aurora. Matt Goldberg från webbplatsen Collider noterade att Parker förmodligen skulle ha skuggats av dessa filmer om de getts ut samtidigt. Boxoffice Magazine räknade upp fördelarna med filmen vid utgivningen och lyfte särskilt fram Stathams "helhetliga" prestation och Lopez medverkan som skulle kunna nå fler än bara Stathams fans.
Filmens första marknadsföringsaffisch avslöjades den 1 oktober 2012. Biotrailern släpptes den 4 oktober 2012. Collider kommenterade att filmen inte riktigt var vad Statham gjort sig känd för men ändå hade några "uppenbara klichéer. Paul Shirley från Joblo sa att "den innehåller många förträffliga actionscener med Statham" och att det tillsammans med "bra material och duktiga skådespelare" hade potential att bli en biosuccé. Simon Reynolds från Digital Spy noterade att det var osannolikt att "tuffingen" Statham och den "globala superstjärnan" Lopez skulle bli ett par men trodde att Parker skulle erbjuda många "köttiga" actionscener. Den 3 januari 2013 avslöjade Digital Spy ännu en marknadsföringsaffisch för filmen.

## Utgivning

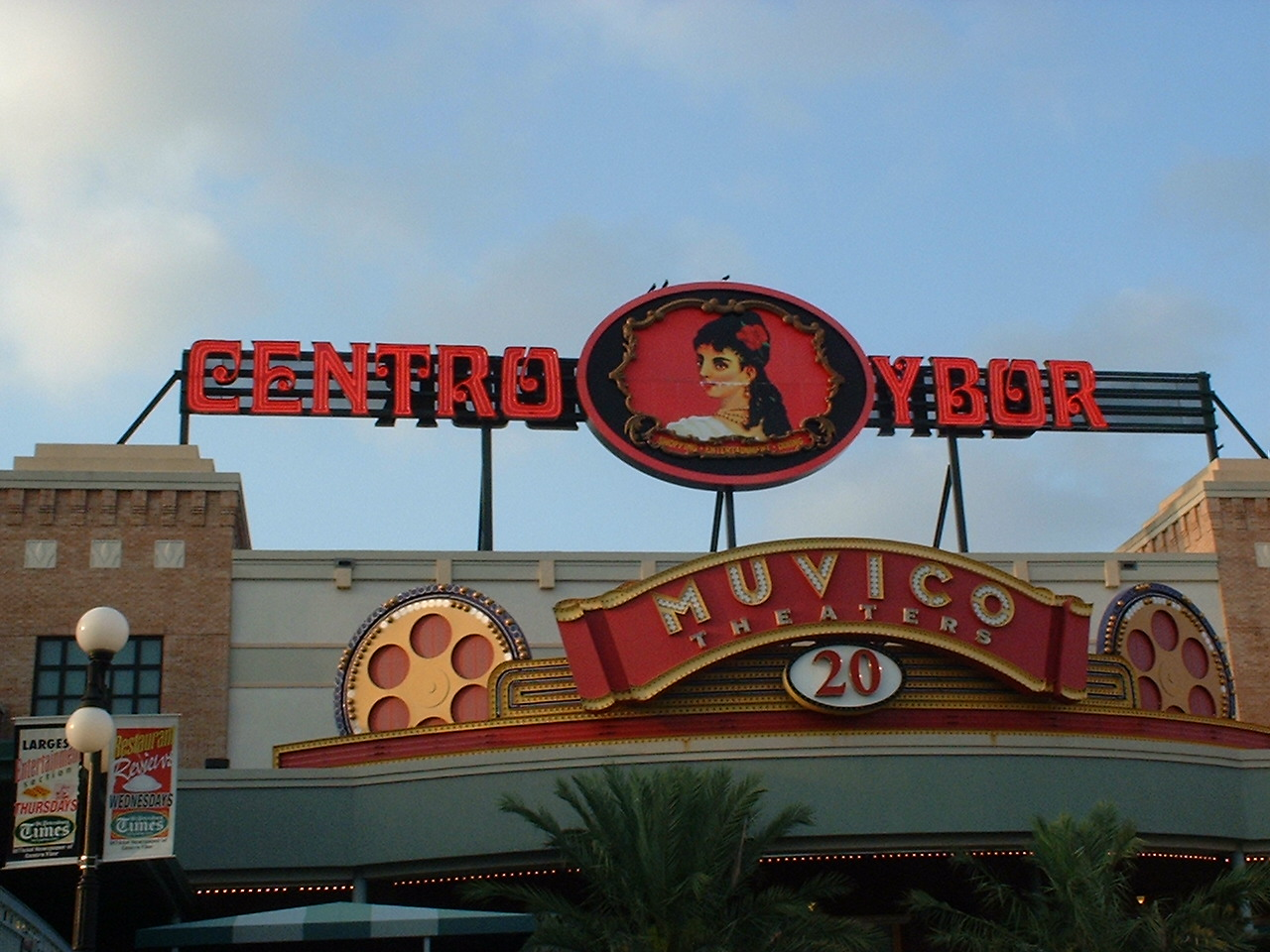
Filen hade premiär vid Muvico Theaters i Florida.

Den 18 januari 2013 hade Parker premiär vid Muvico Parisian 20 i West Palm Beach. Intäkterna från den exklusiva förhandsvisningen gick till Palm Beach Film Institute. Rödamattan-premiären ägde rum den 24 januari 2013 vid Planet Hollywood Resort and Casino. I USA hade Parker biopremiär den 25 januari 2013. Den kunde ses i 2.224 biografer i landet. Första veckan efter utgivning debuterade filmen på femteplats. Den hade en inkomst på 7 miljoner vilket var lägre än beräknat. Det var två miljoner mindre än vad som förutspåtts. 70 dagar efter premiären hade filmen tjänat in 17,6 miljoner vilket blev en av Stathams minst framgångsrika filmer. Filmen gavs ut på Blu-ray och DVD i Nordamerika den 21 maj 2013. Parker tjänade sammanlagt in 46 miljoner dollar.

## Mottagande

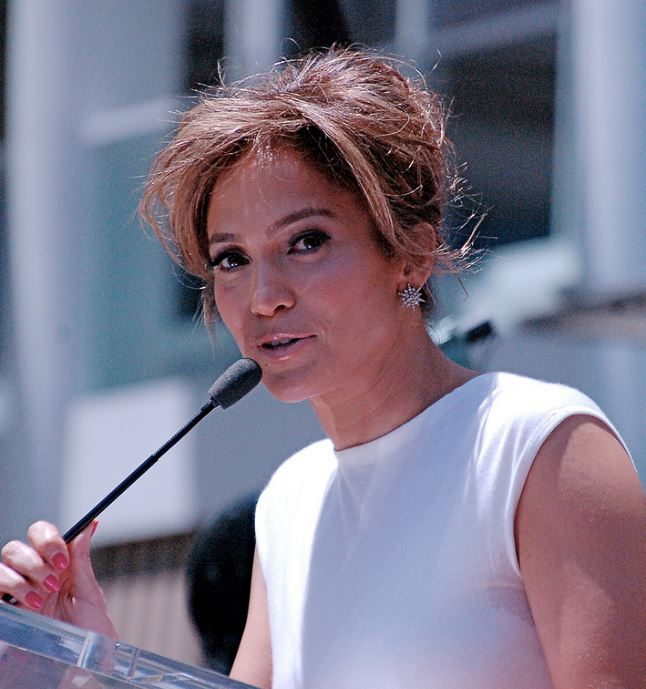
Filmkritiker hyllade Jennifer Lopez' gestaltning som tillförde "humor" i handlingen.

Parker mottog mestadels blandad kritik från filmkritiker. Baserat på 100 recensioner sammansatta av Rotten Tomatoes fick filmen betyget "Rotten" med 40% positiva recensioner. Metacritic gav filmen betyget 46 av 100 baserat på 21 professionella recensenter vilket blev ett "medelbetyg". John Semley vid Slant Magazine var inte imponerad av Parker som han beskrev som "olidligt förutsägbar". Skribenten Connie Ogle från Miami Herald ansåg att den var "fylld" av "orimligheter" men att Statham "var ett bra val för att spela den fåordiga tjuven." Christy Lemire, en filmkritiker från Associated Press, tyckte att Statham "inte vågade pressa sig själv utanför sin trygghetszon" men att Lopez tillförde "komik och humor". Alonso Duralde vid The Wrap ansåg att filmen var "tråkig" med tanke på Stathams potentialer som actionstjärna. Joe Morgenstern vid The Wall Street Journal var också negativ och tyckte att filmen satte en "låg standard" för thrillers.
Brian Lowry, en kritiker vid Variety Magazine, prisade Hackford för att han lyckats "figursy den 50 år gamla filmserien till Statham" vilket var "fräscht och smart". Han noterade att användandet av Lopez var "lyckat". Många kritiker jämförde Lopez prestation med Out of Sight (1998), en actionthriller hon hade en av huvudrollerna i tillsammans med George Clooney 15 år tidigare. Stephen Farber vid The Hollywood Reporter skrev att filmens "största överraskning" var Lopez' prestation. Hon "tonade ner sin glamourösa image för en dämpad gestaltning av en kvinna med finansiella problem som är användbar för Parker när han som minst anar det". Farber prisade även Statham vars karaktär var "mycket övertygande". A.O. Scott vid The New York Times gav Parker en positiv recension och lyfte särskilt fram Lopez som använde sina talanger för att spela en "kvinna i nöd". Betsy Sharkey vid Los Angeles Times var också positiv till filmen som hon beskrev som en "riktigt bra" tolkning av Flashfire. Recensenten James Berardinelli var kritisk till att karaktären Leslie inte fått fler scener att "utvecklas i" och tyckte att sekvenserna med Parkers flickvän Claire var onödiga. Trots detta gav Berardinelli filmen ett bra betyg och beskrev den som "pricksäkert regisserad, brutal och uppfriskande".
Andra kritiker var mindre positivt inställda till Parker och beskrev actionscenerna som "förutsägbara" och "enahanda". Josh Modell som skrev åt The A.V. Club, tyckte att filmen började "ganska starkt" men att actionscenerna förblev "mer och mer förutsägbara". Peter Howell vid Toronto Star tyckte att filmen började "lovande" men slutade "förutsägbart" medan Bill Brownstein från Montreal Gazette sågade filmen med att skriva: "Mycket skottlossningar och blodbad. Dödssiffran är hög. Handlingens kvalité låg." Lisa Schwarzbaum från Entertainment Weekly gav en liknande recension och kallade filmen "tråkigt ordinär" och "sjukt blodig."